# Erich Auerbach
Erich Auerbach (* 9. November 1892 in Berlin; † 13. Oktober 1957 in Wallingford, Connecticut, Vereinigte Staaten) war ein deutscher Literatur- und Kulturwissenschaftler und Romanist. Nach Aberkennung der deutschen Staatsbürgerschaft 1940 war er bis 1945 staatenlos. Nach seiner Emigration 1947 erhielt er die amerikanische Staatsbürgerschaft.
Im Rahmen der nationalsozialistischen Judenverfolgung wurde Auerbach, der als Nachfolger von Leo Spitzer ab 1930 einen Lehrstuhl an der Universität Marburg hatte, als Jude aufgrund des Paragraphen 3 des Reichsbürgergesetzes (vom 14. November 1935) mit Ablauf des 31. Dezembers 1935 in den Ruhestand versetzt. Nach einem Ruf an die Universität Istanbul emigrierte er unter dem Druck der politischen Verhältnisse 1936 mit seiner Familie in die Türkei, wo er elf Jahre lang – auch hier in der Nachfolge Leo Spitzers – als Professor für „westeuropäische Philologie“ lehrte. Außerdem war er für die Organisation der praktischen Ausbildung in den Fremdsprachen zuständig.
Da nach dem Zweiten Weltkrieg Auerbachs Hoffnung auf eine Rückkehr auf den Lehrstuhl einer deutschen Universität unerfüllt blieb, emigrierte er 1947 von der Türkei in die USA, wo er seine wissenschaftliche Laufbahn fortsetzen konnte.
Auerbach gehörte mit Karl Vossler, Leo Spitzer, Ernst Robert Curtius zu den bedeutendsten Vertretern seines Faches. Sein im Exil zwischen 1942 und 1945 entstandenes Hauptwerk Mimesis. Dargestellte Wirklichkeit in der abendländischen Literatur zählt bis heute zu den grundlegenden Werken der deutschen Romanistik und der Komparatistik mit einer großen Wirkungsgeschichte.

## Leben

### Berlin: 1892–1929
Auerbach wurde als Sohn jüdischer Eltern geboren. Sein Vater war der aus Posen stammende Kommerzienrat Hermann Auerbach (1845–1914), der im Zuckerhandel tätig war und Rosa Block (1858–1925) geheiratet hatte. Erich Auerbach wuchs als Kind des deutschen Bildungsbürgertums auf und wurde im September 1900 in Berlin in das Königliche Französische Gymnasium aufgenommen, das er im Herbst 1910 mit dem Abitur abschloss.
Auerbach studierte zunächst an den Universitäten Berlin, Freiburg, München und Heidelberg Rechtswissenschaft und promovierte 1913 in Heidelberg bei dem Strafrechtler Karl von Lilienthal über das Thema Die Teilnahme in den Vorarbeiten zu einem neuen Strafgesetzbuch.
Am Ersten Weltkrieg nahm Auerbach von 1914 bis 1918 als Kriegsfreiwilliger teil. Im April 1918 wurde er in Nordfrankreich schwer verwundet und später mit dem Eisernen Kreuz ausgezeichnet.
Nach der Entlassung aus dem Lazarett studierte Auerbach Romanische Philologie an der Berliner Friedrich-Wilhelms-Universität und promovierte ein zweites Mal 1921 bei Erhard Lommatzsch, dem er an die Universität Greifswald gefolgt war, mit einer Dissertation über das Thema: Zur Technik der Frührenaissancenovelle in Italien und Frankreich.
1922 legte Auerbach das 1. Staatsexamen für das höhere Lehramt an Gymnasien in den Fächern Französisch und Italienisch ab, trat aber am 1. April 1923 als Volontär in den preußischen Bibliotheksdienst und war seit 1. April 1927 planmäßiger Bibliothekar an der Preußischen Staatsbibliothek in Berlin.

### Marburg: 1929–1936
1929 wurde Auerbach von Karl Vossler zur Habilitation bei Leo Spitzer an der Philipps-Universität Marburg empfohlen. Auerbach, der im Rang eines Bibliotheksrates war, wurde von der Preußischen Staatsbibliothek an die Universitätsbibliothek Marburg versetzt und mit der Schrift Dante als Dichter der irdischen Welt, an der er seit 1926 gearbeitet hatte, im Sommersemester 1929 bei Leo Spitzer habilitiert.
Nachdem Leo Spitzer im Frühjahr 1930 einen Ruf an die Universität Köln angenommen hatte, wurde Auerbach am 26. April 1930 mit dessen Vertretung beauftragt und am 28. Oktober 1930 als Nachfolger Spitzers als ordentlicher Professor auf den Lehrstuhl für romanische Philologie in Marburg berufen.
Auerbachs weitere Laufbahn wurde bestimmt von dem Gesetz zur Wiederherstellung des Berufsbeamtentums vom 7. April 1933, mit dem jüdische Beamten im Rahmen der rassenpolitischen Ziele der NSDAP aus dem Dienst entfernt wurden. Da nach Paragraph 3, Absatz 2, das sogenannte Frontkämpferprivileg bei ihm zur Anwendung kam, konnte er zunächst im Amt bleiben.
Obwohl Auerbach am 19. September 1934 den „Treueeid deutscher Beamter“ auf Adolf Hitler geschworen hatte, wurde ihm am 16. Oktober 1935 ein Schreiben zugestellt, in dem der Kurator der Universität Marburg Ernst von Hülsen Auerbach mit sofortiger Wirkung vom Dienst in allen von ihm an der Universität bekleideten Ämtern beurlaubte. Vorausgegangen war ein Gespräch am 15. Oktober 1935, in dessen Verlauf Auerbach aussagte, dass der Erlass des Reichs- und Preußischen Ministers für Wissenschaft, Erziehung und Volksbildung vom 14. Oktober 1935 auf ihn zuträfe. Im Entlassungsschreiben vom 18. Dezember 1935 wurde Auerbach mitgeteilt, dass er aufgrund des Paragraphen 3 des Reichsbürgergesetzes vom 15. September 1935 und der 1. Verordnung vom 14. November 1935 mit Ablauf des 31. Dezember 1935 in den Ruhestand versetzt werde. Somit befand sich Erich Auerbach seit dem 1. Januar 1936 offiziell im Ruhestand. Mit der Vertretung im Amt des Direktors des Romanischen Seminars war Auerbachs Schüler, der Privatdozent Werner Krauss, der auch seine Lehrveranstaltungen übernommen hatte, schon vorher beauftragt worden.

### Istanbul: 1936–1947
Am 20. Juli 1936 erhielt Auerbach durch die Vermittlung der Notgemeinschaft deutscher Wissenschaftler im Ausland einen Ruf an die Universität Istanbul. Mit einem Antrag vom 20. Juli 1936 teilte Auerbach dem Reichsminister für Wissenschaft, Erziehung und Volksbildung mit, dass er wegen seiner Versetzung in den Ruhestand und der Tatsache, im 44. Lebensjahr zu stehen, den Wunsch habe, den Ruf anzunehmen, und für die Dauer der zunächst fünfjährigen Verpflichtung ab 15. Oktober 1936 um die Genehmigung bitte, seinen Wohnsitz nach Istanbul zu verlegen. Diesem Antrag stimmte die Behörde in Berlin im September 1936 zu. Sie forderte aber von der Universität zwei Gutachten an, weil die Tätigkeit Auerbachs nicht im deutschen Interesse liege und seine Beurteilung in politischer Hinsicht ungünstig sei. Das positive Gutachten des Kurators Ernst von Hülsen vom 30. November 1936 begründete, warum er die Verlegung des Wohnsitzes von Marburg nach Istanbul befürwortet hatte. Das zweite Gutachten des NS-Dozentenführers war negativ und schilderte Auerbach als antinationalsozialistisch eingestellten Menschen, von dem nicht zu erwarten sei, dass er die Belange des Dritten Reiches im Ausland vertreten würde.
Im Sommer 1937 kehrte Erich Auerbach mit seiner Familie für einen fünfwöchigen Besuch nach Deutschland zurück, seine Frau Marie (geb. Mankiewitz, 1892–1976) nochmals allein für ein paar Wochen im Sommer 1938, eine Reise, die der Sohn Clemens Auerbach (1923–2004) angesichts der politischen Verhältnisse in Deutschland später als „an act of utter madness“ („einen Akt äußerster Verrücktheit“) bezeichnete.
Während Auerbachs Tätigkeit in Istanbul wurde er vom deutschen Generalkonsulat überwacht, das am 4. Januar 1941 nach Berlin berichtete, dass er sich jeglicher politischen Tätigkeit enthalten habe und dass nichts Nachteiliges über ihn bekannt geworden sei. Nach Ablauf von Auerbachs Arbeitsvertrag 1941 und dessen Verlängerung durch die türkische Behörde stimmte der Reichsminister für Wissenschaft, Erziehung und Volksbildung am 7. Februar 1941 Auerbachs Gesuch um Beibehaltung seines Wohnsitzes in Deutschland nicht zu. Bereits am 7. Juni 1940 war die Ausbürgerung Erich Auerbachs im Reichsanzeiger veröffentlicht worden. Dies bedeutete, dass Auerbach und seine Familie die deutsche Staatsbürgerschaft verloren, das Vermögen eingezogen werden konnte und Pensionsansprüche verfielen.
Auerbach hatte in Istanbul die Nachfolge von Leo Spitzer als Professor für europäische Philologie und Leiter der Fremdsprachenschule an der Universität Istanbul angetreten. Spitzers und Auerbachs Tätigkeit war wichtig für die Reform der Universität Istanbul, besonders für den Aufbau der Fakultät für Westliche Sprachen und Literaturen und das Institut für Romanistik. Hier entstand zwischen Mai 1942 und April 1945 Auerbachs Hauptwerk Mimesis. Dargestellte Wirklichkeit in der abendländischen Literatur, das Ende Oktober 1946 im A. Francke Verlag in Bern erschien und 1959 in einer verbesserten und durch ein Kapitel über Miguel de Cervantes erweiterten 2. Auflage herauskam.

### USA: 1947–1957
Nach dem Zweiten Weltkrieg – und damit nach elfjähriger Tätigkeit an der Universität Istanbul – erkundete Auerbach die Möglichkeit einer Rückkehr auf den Lehrstuhl einer deutschen Universität. Da ein Ruf ausblieb und Auerbach zudem von dem mäßigen Erfolg der Bemühungen um Reformen enttäuscht war, emigrierte er 1947 in die Vereinigten Staaten, um sich eine neue Existenzgrundlage zu schaffen. Er war
- 1947/48 Visiting Professor am Pennsylvania State College (Pennsylvania State University),
- 1949 Member am Institute for Advanced Study (IAS) in Princeton, New Jersey,
- 1950 Professor für mittelalterliche Literatur im Department of French an der Yale University in New Haven, Connecticut,
- 1956 Sterling Professor of Romance Philology an der Yale University.

Erich Auerbach starb am 13. Oktober 1957 an einer kardiorenalen Erkrankung in Wallingford, Connecticut. Sein Grab befindet sich auf dem People’s Cemetery in New Haven.

## „Absicht und Methode“
Auerbach führte 1938 – in Anlehnung an einen antiken, von Augustinus von Hippo gebrauchten rhetorisch-theologischen Begriff (Fleischwerdung des Wortes) – den modernen Begriff der Figuration ein, der eng zusammenhängt mit dem Problem des Wechselverhältnisses von Wort und Bild als Darstellungsformen von geschichtlicher Wirklichkeit (Mimesis). Dieser Frage widmet sich sein zweites, in Istanbul im Exil geschriebenes Hauptwerk.
Auerbach arbeitete interdisziplinär und vereinte unterschiedliche methodologische Ansätze, beispielsweise aus dem Warburg-, Troeltsch- und George-Kreis sowie aus der Wiener Schule der Kunstgeschichte. Fachübergreifend wurde er als bedeutender Romanist und Kulturphilosoph anerkannt.

## Werke (Auswahl)
- Die Teilnahme in den Vorarbeiten zu einem neuen Strafgesetzbuch. Frensdorf, Berlin 1913 (Zugleich Heidelberg, Jur. Dissertation 1913).
- Zur Technik der Frührenaissancenovelle in Italien und Frankreich. Carl Winters Universitätsbuchhandlung, Heidelberg 1921 (Zugleich Greifswald, Phil. Dissertation 1921). (2. durchgesehene Auflage 1971).
- Giambattista Vico: Die neue Wissenschaft über die gemeinschaftliche Natur der Völker (= Sammlung Philosophen, Bd. 1). Nach der Ausgabe von 1744 übersetzt und eingeleitet von Erich Auerbach. Allgemeine Verlagsanstalt, München 1925. (Reprints: de Gruyter, Berlin 2000 und 2010. Mit einem Nachwort von Wilhelm Schmidt-Biggemann).
- Benedetto Croce: Die Philosophie Giambattista Vicos (= Gesammelte philosophische Schriften in deutscher Übertragung, Teil: Reihe 2, Kleinere philosophische Schriften. Bd. 1). Übersetzt von Erich Auerbach. 2. Auflage. J. C. B. Mohr, Tübingen 1927.
- Dante als Dichter der irdischen Welt. de Gruyter, Berlin 1929. (Als Habil. Schrift 1929 eingereicht). (2. Auflage, mit einem Nachwort von Kurt Flasch, Berlin 2001, ISBN 3-11-017039-6).
- Figura. In: Archivum Romanicum. Nuova Rivista di Filologia Romanza diretta da Giulio Bertoni. Olschki, Genève., Jg. 22, 1939, S. 436–489.
- Das französische Publikum des 17. Jahrhunderts (= Münchener romanistische Arbeiten. Bd 3). Hueber Verlag, München 1933 (2. unveränderte Auflage 1965).
- Neue Dantestudien. Europa-Verlag, Zürich 1944. Enthält:

– Sacrae scripturae sermo humilis (zuerst erschienen in Neuphilologische Mitteilungen, Helsingfors, 1941, S. 57–67, durchgesehen, verändert bzw. ergänzt).
– Figura (zuerst erschienen in: Archivum Romanicum. Nuova Rivista di Filologia Romanza diretta da Giulio Bertoni. Olschki, Genève, 22 (1939), S. 436–489, durchgesehen, verändert bzw. ergänzt).
– Franz von Assisi in der Komödie.
- Introduction aux études de philologie romane. Klostermann, Frankfurt am Main 1949 (2. Auflage 1961. 3. Auflage 1964). (Türkische Ausgabe: Roman Filologisine Giriş, übertragen aus dem Französischen von Süheyla Bayrav,[20] İstanbul Üniversitesi Edebiyat Fakültesi Yayın- larından 236, Roman Filolojisi Şubesi 4 (Istanbul: İbrahim Horoz Basımevi, 1944))[21]
- Mimesis. Dargestellte Wirklichkeit in der abendländischen Literatur. Francke Verlag, Bern 1946. (2., verbesserte und erweiterte Auflage 1959 (= Sammlung Dalp. Bd. 90). 3., unveränderte Auflage, Bern 1964. 9. Auflage, Bern 1994. 11. Auflage, Bern 2015, ISBN 3-7720-8565-2). 12. Auflage, Tübingen 2024, ISBN 978-3-7720-8727-1 (Übersetzungen in zahlreiche Sprachen). Rezension von Gerhard Hess: MIMESIS. Zu Erich Auerbachs Geschichte des abendländischen Realismus. In: Romanische Forschungen 61. Bd. 2./3. H. (1948), pp. 173-211. Wieder abgedruckt in: Gesellschaft, Literatur, Wissenschaft. Gesammelte Schriften 1938–1966. Hrsg. v. Hans Robert Jauss und Claus Müller-Daehn. W. Fink, München 1967 (Ausgabe zum 60. Geburtstag, mit Bibliographie).
- Vier Untersuchungen zur Geschichte der französischen Bildung. Francke Verlag, Bern 1951. (Enthält: La cour et la ville. Über Pascals politische Theorie. Paul-Louis Courier. Baudelaires „Fleurs du Mal“ und das Erhabene).
- Philologie der Weltliteratur. In: Weltliteratur. Festgabe für Fritz Strich. Francke Verlag, Bern 1952, S. 39–50.
- Typologische Motive in der mittelalterlichen Literatur (= Schriften und Vorträge des Petrarca-Institutes Köln, 2). Scherpe Verlag, Köln 1953.
- Literatursprache und Publikum in der lateinischen Spätantike und im Mittelalter. Francke Verlag, Bern 1958. (Enthält: Einleitung (Über Absicht und Methode). Sermo humilis. Lateinische Prosa des frühen Mittelalters. Camilla oder über die Wiedergeburt des Erhabenen. Das abendländische Publikum und seine Sprache).
- Gesammelte Aufsätze zur romanischen Philologie. Francke Verlag, Bern 1967 (Darin: Schriftenverzeichnis, S. 365–369).[22] (2. Auflage herausgegeben und ergänzt um Aufsätze, Primärbibliographie und Nachwort von Matthias Bormuth und Martin Vialon. Narr Francke Attempto, Tübingen 2018, ISBN 978-3-7720-5641-3).[23]
- Philologie der Weltliteratur. Sechs Versuche über Stil und Wirklichkeitswahrnehmung (= Fischer Taschenbuch 11474 / Fischer Wissenschaft). Fischer Taschenbuch Verlag, Frankfurt am Main 1992, ISBN 3-596-11474-8. (Die Texte sind dem Band „Erich Auerbach: Gesammelte Aufsätze zur romanischen Philologie“. Francke Verlag, Bern 1967 entnommen).[24]

Weitere Ausgabe: Fischer Taschenbuch, Frankfurt am Main 2015, ISBN 3-596-30799-6. (Auch als Digitalausgabe bei Fischer-Digital, Frankfurt am Main 2015 ISBN 3-10-560801-X).
- Kultur als Politik: Aufsätze aus dem Exil zur Geschichte und Zukunft Europas 1938–1947.[25] Hrsg. von Christian Rivoletti; aus dem Türkischen von Christoph Neumann, Konstanz University Press, Konstanz 2014.
- Die Narbe des Odysseus: Horizonte der Weltliteratur. Herausgegeben und mit einer Einleitung von Matthias Bormuth. Berenberg Verlag, Berlin 2017. ISBN 978-3-946334-26-2.